# Novopangaea

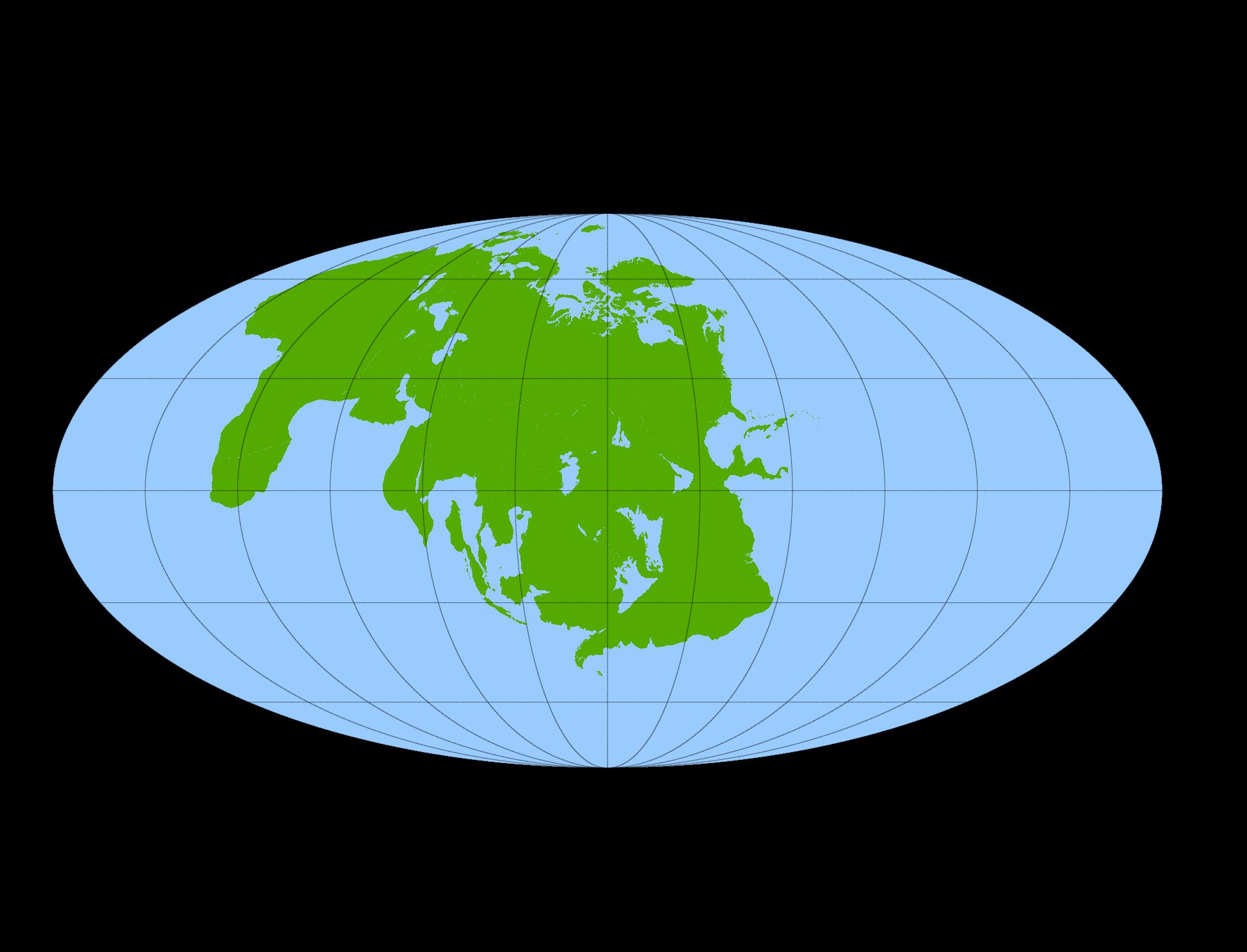
Repesentação gráfica da Novopangaea

Novopangaea é um possível futuro supercontinente, postulada por Roy Livermore, agora na Universidade de Cambridge, na década de 1990, assumindo o encerramento do Pacífico, de encaixe da Austrália com a Ásia Oriental, e ao norte da Antártida.
O desenvolvimento dos três supercontinentes hipotéticos (Amásia, Novopangaea e Pangeia Última) foram ilustrados pela New Scientist em um artigo de 2007.